# Nicippe
Nicippe (in greco antico: Νικίππη?, Nikíppē) o Nicippa è un personaggio della mitologia greca. Fu regina di Micene. 

E conosciuta anche come Archippe od Antibia .

## Genealogia
Figlia di Pelope e Ippodamia, sposò Stenelo che la rese madre di Euristeo, Alcione e Medusa. 

Gaio Valerio Flacco aggiunge il maschio Ifi.

## Mitologia
Dei suoi figli, la primogenita Alcione subì un tentativo di stupro da parte del centauro Homadus che in seguito fu ucciso in Arcadia. Euristeo successe al trono miceneo del padre ed ottenne quello di Tirinto.
Ifi infine, si unì alla spedizione degli Argonauti e perì per mano di Eete nella Colchide.

### Pareri secondari
Sotto il nome di Nicippe vi era anche una delle cinquanta figlie che Tespio ebbe da sua moglie. Il re, con l'obiettivo di avere un erede maschio diede sia Nicippe che le altre con inganno ad Eracle, cercando una valorosa progenie. Dalla loro unione nacque un figlio, Antimaco.